# Hans Axel von Fersen
Hans Axel von Fersen (4. září 1755, Stockholm – 20. června 1810, Stockholm) byl švédský státník, voják a favorit francouzské královny Marie Antoinetty.
Narodil se jako syn polního maršála Fredrika Axel de Fersen a hraběnky Hedwigy-Catherine de la Gardie. Mladý Axel požádal švédského krále Gustava III. o umožnění služby ve francouzské armádě. Toto mu bylo umožněno a tak se Axel dostal spolu s francouzským plukem pod velením hraběte de Rocheambeau do víru Americké revoluce. Vyznamenal se zejména v bitvě u Yorktownu. Od jeho návratu do Francie v roce 1783 se datuje období, kdy navázal minimálně platonický vztah s Marií Antoinettou. Axel a francouzská královna se však znali mnohem déle - již během 70. let se několikrát setkali na plesech. Během 80. let byl povolán zpět do Švédska, aby se v roce 1788 na počátku Rusko-Švédské války opět vrátil do Francie a to již jako Švédský diplomat. 
Po rozdmychání Francouzské revoluce zůstal věrným zastáncem francouzského královského páru. V roce 1791 zorganizoval útěk královské rodiny z Paříže. Dokonce v počáteční fázi útěku sám kočár řídil. Naneštěstí král Ludvík XVI. jej z neznámé příčiny během prvního přepřahání požádal, aby dále královskou rodinu nedoprovázel. V době, kdy byl již královský pár internován revolucionáři, tak Fersen neúnavně, leč také neúspěšně intervenoval v jeho prospěch u císařského dvora ve Vídni a v Bruselu s cílem vytvoření Evropské koalice a potlačení revoluce ve Francii.
V roce 1801 byl jmenován riksmarskalkem, polním maršálem, Švédska a v roce 1805 potom rádcem krále Gustava IV. během války třetí koalice s Francií. Při svržení krále v roce 1809 nehrál žádnou roli. Podpoříl však kandidaturu králova syna proti populárnějšímu Kristiánovi Augustovi Augustenburskému. Ten však po volbě za nového Švédského krále náhle zemřel a Axelovi von Fersen byl veřejností přičítán podíl na Kristiánově smrti. V průběhu Kristiánova pohřebního průvodu ve Stockholmu byl Axel von Fersen napaden a davem lynčován. Na následky těžkých zranění krátce na to zemřel. Při úředním vyšetřování, které vyvolala Fernsenova rodina, bylo zjištěno, že Axel von Fersen nenesl na smrti Kristiána Augustenburského žádný podíl. Axel von Fersen byl potom pohřben se všemi poctami.